# Humiliation érotique
 (mai 2025).
Si vous disposez d'ouvrages ou d'articles de référence ou si vous connaissez des sites web de qualité traitant du thème abordé ici, merci de compléter l'article en donnant les références utiles à sa vérifiabilité et en les liant à la section « Notes et références ».
En pratique : Quelles sources sont attendues ? Comment ajouter mes sources ?

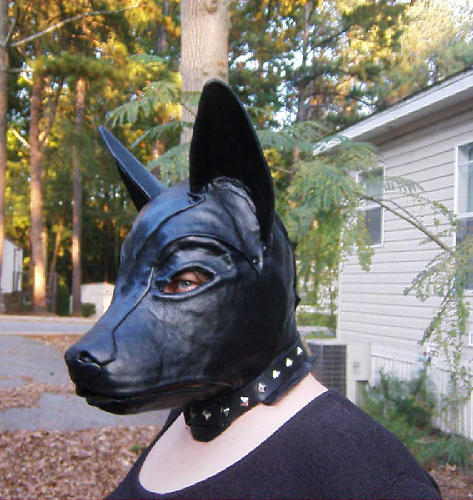
Femme obèse portant un masque de chien.

L’humiliation érotique est une pratique consensuelle de l'humiliation psychologique dans un contexte sexuel, durant laquelle une personne éprouve un plaisir érotique provenant de sentiments d’humiliation et de soumission, souvent (mais pas toujours) en conjonction avec la stimulation sexuelle de l'un des deux partenaires durant l'activité. L'humiliation n'est pas nécessairement sexuelle ; comme pour la plupart des activités sexuelles, le sentiment est souvent recherché, sans que la nature de l'activité ne soit le plus important. Elle peut être verbale ou physique, et peut également être privée ou publique. Souvent, elle peut devenir ritualisée, et comme pour la plupart des stimulations sexuelles être évoquée par internet ou téléphone. La distinction entre l'humiliation et le fait d'être dominé provient des différents plaisirs que l'individu éprouve ; seules les activités variées changent ce fait.
Certaines fantaisies et fascination de l'humiliation érotique font partie du sadomasochisme (SM) ou autre jeu de rôle sexuel, et ont relativement été illustrés. L'humiliation peut cependant être amenée à un but dans lequel elle devient émotionnellement ou psychologiquement affligeante pour un ou plusieurs partenaires, et spécialement dans le domaine de l'humiliation publique. L'humiliation érotique peut devenir dangereuse et c'est pour cette raison que certaines personnes considèrent qu'il est important de fixer des limites et d'utiliser un « safeword ».

## Historique et terminologie
Le partenaire dominé est souvent nommé « soumis » ou « esclave » (sexuellement parlant), et le partenaire qui le domine est souvent nommé « dominant(e) » ou « maître(sse) » (bien que ces termes soient classiques concernant le rôle dominant/soumis et ne possèdent pas d'intérêt spécifique dans le domaine de l'humiliation) voire « dominatrix » (du côté professionnel).
L'humiliation n'est pas pareille à celle évoquée dans la domination et soumission ; le partenaire dominé ne cherche pas nécessairement à exécuter les ordres imposés par son partenaire dominant. L'humiliation vient d'elle-même en tant que force sexuelle lorsque le dominé recherche l'humiliation par tous les moyens. Comme telle, elle est dérivée d'une lignée de paraphilies, en particulier le fétichisme du pied ou le fétichisme de la chaussure, la domination, la fessée, le bondage ainsi que d'autres styles BDSM. Elle peut devenir basique lorsque le désir d'embrasser ou de masser les pieds en tant que précurseur dans la relation se manifeste, ou dans les cas plus complexes, inclure des jeux de rôles privés ou publics. Elle peut également durer le temps d'une période ou durant une relation sérieuse. L'humiliation érotique peut également se tenir par des moqueries physiques ou psychologiques.

## Psychologie
L'humiliation touche en général directement ou indirectement les émotions d'un individu, souvent devenu sexualisé. C'est pour cette raison que le consentement et (paradoxalement) un haut degré de sécurité et de communication sont essentiels pour savoir si la relation est consentante et non abusive. Par exemple, un soumis peut apprécier d'être insulté, mais il ne peut pas forcément apprécier d'être émotionnellement dévasté en cas d'humiliation extrême et abusive dans d'autres cas. Le jeu de l'humiliation a également rapport avec le fétichisme sexuel, dans lequel les activités non sexuelles peuvent être exposées durant une humiliation comme durant l'exhibitionnisme dans laquelle les individus dominant et dominé attendent d'être assistés de témoins de la scène.